# Аксель Айро
Аксель Фредрік Айро (фін. Aksel Fredrik Airo; 14 лютого 1898, Турку, Велике князівство Фінляндське — 9 травня 1985, Гейнола, Фінляндія) — фінський військовий діяч шведського походження, генерал-лейтенант, один із головних воєначальників країни у роки Зимової війни та Карельської кампанії, очільник Генерального штабу Збройних сил Фінляндії під час Лапландської війни. По завершенню Другої світової війни був депутатом фінського парламенту.

## Ранні роки
Аксель народився 14 лютого 1898 року у місті Турку, яке у той час, як і вся Фінляндія, було частиною Російської імперії. Його батько Отто Фредрік Йоханссон, хоч і був шведом за національністю, проте щиро підтримував рух за незалежність Фінляндії та навіть змінив власне прізвище на Айро (у перекладі з фінської означає "весло") у 1906 році. Саме від батька юнак успадкував велику любов до батьківщини.
Аксель закінчив школу 1917 року. Він проявляв схильність та великий інтерес до математики та мріяв про кар'єру інженера. Проте продовжити здобувати освіту на рівні університету не зміг у зв'язку зі скрутним матеріальним становищем. 1918 року він перебрався на територію, що контролювалася фінською Білою гвардією та добровольцем записався до складу одного з її батальйонів. Надалі навчався в артилерійській школі, що у місті Якобстад, по завершенню якої потрапив на фронт, воював у Карелії, пізніше — брав участь у взятті Виборга.

## Інтербелум
Після закінчення Громадянської війни залишився в армії, перебуваючи у званні молодшого лейтенанта та на посаді командира артилерійської батареї у Лаппеенранті. Паралельно з цим навчався у Фінській артилерійській школі.
19 травня 1919 року Акселя був підвищений до лейтенанта та тимчасово став командиром 1-ї батареї 2-о полку польової артилерії. Він був одним офіцерів, які розуміли, повністю підтримували та постійно використовували доктрину, розроблену генералом Вільхо Неноненом.
1920 року відправився на навчання до Франції, де спершу навчався в Особливій військовій школі Сен-Сір, а потім — у Вищому військовому училищі. 1923 року повернувся додому, отримавши звання майора та призначення до Генерального штабу. Влітку 1925 року Айро був призначений начальником оперативного управління Генерального штабу, а в 1927 році отримав звання підполковника. 
У 1928–1929 роках Айро керував будівництвом регіональної системи оборони Фінляндії, на базі якої планувалося здійснення оборони у випадку початку війни з СРСР. З 1930 року перебував у званні полковника, а 1933 року став секретарем Ради оборони країни.

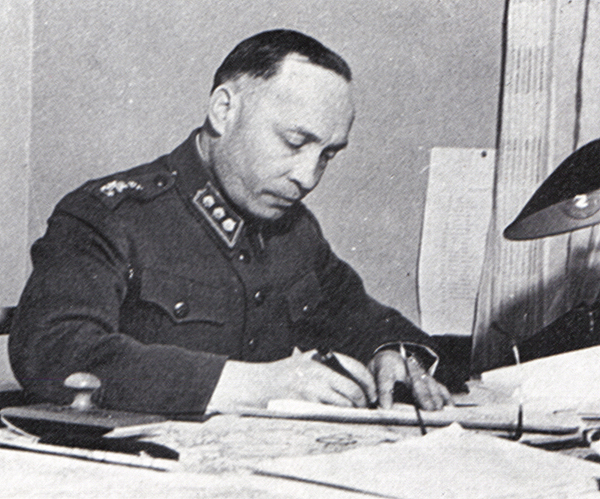
Під час Зимової війни

## Друга світова війна
Невдовзі після початку Зимової війни Карл Маннергейм призначив Айро генерал-квартирмейстером Збройних сил Фінляндії. Попри те, що офіційно ця посада була далеко не найважливішою в армії, Аксель фактично керував усією оперативною роботою Генерального штабу, здійснював оперативне планування бойових операцій та особисто звітував головнокомандувачу про ситуацію на фронті. Згідно з думкою більшості військових істориків, фінська армія своїми успіхами в утриманні оборони в Карелії, а також у наступальних діях на північних ділянках фронту завдячує таланту генерала Айро, який, спираючись на постійні доповіді розвідки, оперативно та швидко приймав важливі рішення, беручи на себе всю відповідальність за їх успішність.

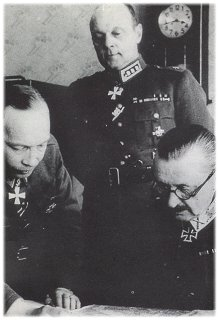
Генерал Айро (крайній ліворуч), Ерік Гейнрікс (у центрі) та Карл Маннергейм (крайній праворуч) під час планування операцій, 1943 рік

Попри гостру критику Айро рішення Маннергейма відмовитися від більшої частини військової допомоги Заходу, по завершенню війни він став довіреною особою фельдмаршала. Так він був одним із тих, хто напряму займався розробленням плану ведення бойових дій проти Радянського Союзу у процесі майбутньої кампанії країн Осі. Аксель підготував для Маннергейма звіт щодо готовності військ, план ведення бойових дії та варіанти щодо формування нових кордонів Фінляндії. Будучи спершу доволі поміркованим, невдовзі після початку Війни-продовження він розглядав ідею приєднання Кольського півострова до своєї країни.

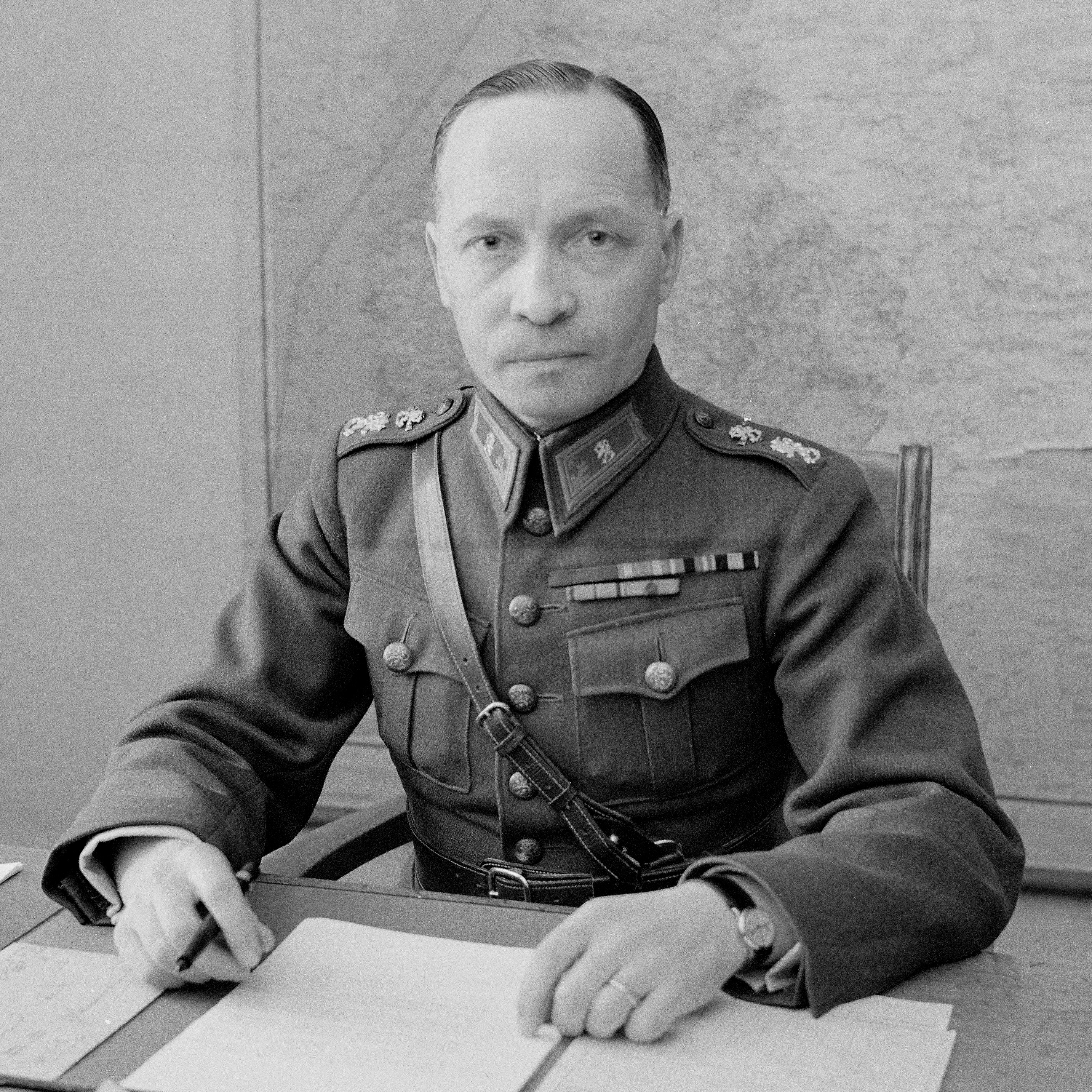
Аксель Айро у 1940 році

Надалі Айро продовжував здійснювати планування бойових операцій проти Червоної армії на розвиток успіху фінських військ. Його кар'єра йшла вгору, а популярність в країни зростала. Не змінили цього навіть чисельні звинувачення в тому, що він та інші ключові особи армії не змогли організувати належну оборону проти ворога в 1944 році, внаслідок чого Фінляндія капітулювала. Підтвердженням великого рівня впливу Айро стало його призначення начальником Генерального штабу незадовго до початку Лапландської війни, у якій він знову блискуче проявив себе, зумівши налагодити високоефективну роботу свого відомства.

## Подальше життя
У червні 1945 року Айро заарештували та звинуватили у зраді батьківщини через те, що він здійснював планування ведення агресивної війни проти СРСР, тобто, вчиняв злочини проти миру та людяності. Однак уже весною 1948 року, невдовзі після видання Юго Паасіківі наказу про його звільнення з правом носіння військової форми, генерал Айро був випущений із ув'язнення.
Надалі Айро почав займатися політикою. Спершу він був активним лише на локальному рівні, проте в 1950-х роках вийшов на загальнодержавний рівень, ставши очільником Національної коаліції. 1956 року та 1962 року він обирався до фінського парламенту.
Генерал Аксель Айро помер 9 травня 1985 року у своєму будинку в комунні Гейнола.